# 대방초등학교 (구미시)
대방초등학교는 대한민국 경상북도 구미시 고아읍 포아로 654-10 (횡산리)에 있었던 공립 초등학교이다.

## 학교 연혁
- 1936년 9월 4일 고아공립보통학교 대방간이학교 개교(설립인가 8월 8일)
- 1944년 3월 28일 고아서부공립국민학교 승격인가
- 1946년 6월 25일 대방국민학교 교명 변경
- 1984년 3월 1일 병설유치원 설립인가
- 1996년 3월 1일 대방초등학교 교명 변경
- 1999년 9월 1일 고아초등학교로 통폐합